# 作格動詞
作格动词，或施格動詞部分情況下與非賓格動詞指待同一種現象或被認為其小類。
在理论语言学中是一种可以进行使役交替的动词。即，可以充当及物动词使用也可以充当不及物动词使用的动词。而在充当不同动词类型时，及物动词的宾语对应不及物动词的主语。例如：「張三打開了門」和「門打開了」中的「打開」。作格動詞都普遍存在存在於漢語、英語及其他語言中，很多的其他語言也出現了作格動詞的現象。
這種現象可以認為是某一語言中動詞類別分佈不依靠及物性的依據，即不根據動詞論元的多少進行分佈。這是因為在構詞或詞型變化中，作格動詞往往無法區分到底是及物動詞的還是不及物動詞。在及物動詞和不及物動詞用法中，它們的詞形和詞綴是沒有區別的，它們是否擁有及物性是由語境所決定的。但這種現象並不局限於某個配列，它在主賓型配列語言和作通型配列語言中均廣泛存在。
作格動詞在不同用法時擁有不同的稱呼。當其用作及物動詞時它們被稱為使役動詞。因為在這種用法中，主語（或施語）在語義上會造成不及物形態的主語（或通語）所對應的動作。而當這類動詞用於不及物形式使用時，則被稱為反使役動詞，因為這種用法描述的是一個場景中，其中主要參與者（如上文例子中的「門」）經歷了一個狀態的變化，比如變成“被打開”。

## 術語
由於歷史原因，關於作格動詞的術語極其紊亂。與非賓格動詞、非作格動詞等多個屬於有關聯。
作格起源自二十世紀的語言類型學研究中，作格格局是表達動詞和論元關係的形態手段逐步成為廣泛共識。作格動詞術語也是在此環境中誕生的。
非賓格動詞和非作格動詞的說法最早來源於1978年由語言學家戴维·珀尔马特在關係語法學派的背景下提出的非賓格假說，在他的論文中並沒有出現作格動詞的說法而是根據與作格相反的賓格作為術語即非賓格動詞。但他認為非賓格動詞是不及物動詞的一個小類，不具有及物作用。雖然關係語法逐漸衰落，但是非賓格動詞、非作格動詞的術語卻被生成語法中的其他派系繼承。

## 漢語中的作格動詞
作格動詞是将不及物动词用法的单一变元和及物动词用法的受事论元同等对待（S=P），而区别对待及物动词用法的施事论元（A）。這種區別在作格動詞中體現在語義上。作格動詞的佔比多少並不會影響到配列的判斷，作格動詞只是動詞的一個小類。
曾立英認為漢語的作格動詞存在三個判斷標準：
1. 「NP1 V NP2」結構與「NP2 V」結構的互換
2. 能出現「使 NP V」結構
3. 用自己進行修飾，如「NP2 自己V了」結構

這也是漢語作格動詞的三個特點。